# Червлене (Росія)
Червлене (рос. Червлёное) — село у Світлоярському районі Волгоградської області Російської Федерації.
Населення становить 2314 осіб. Входить до складу муніципального утворення Червленовське сільське поселення.

## Історія
Село розташоване у межах українського історичного та культурного регіону Жовтий Клин.
Село засноване 1825 року.
Згідно із законом від 14 травня 2005 року № 1059-ОД органом місцевого самоврядування є Червленовське сільське поселення.

## Населення
| 2010 |
| ---- |
| 2314 |